# Jean Hasbrouck House

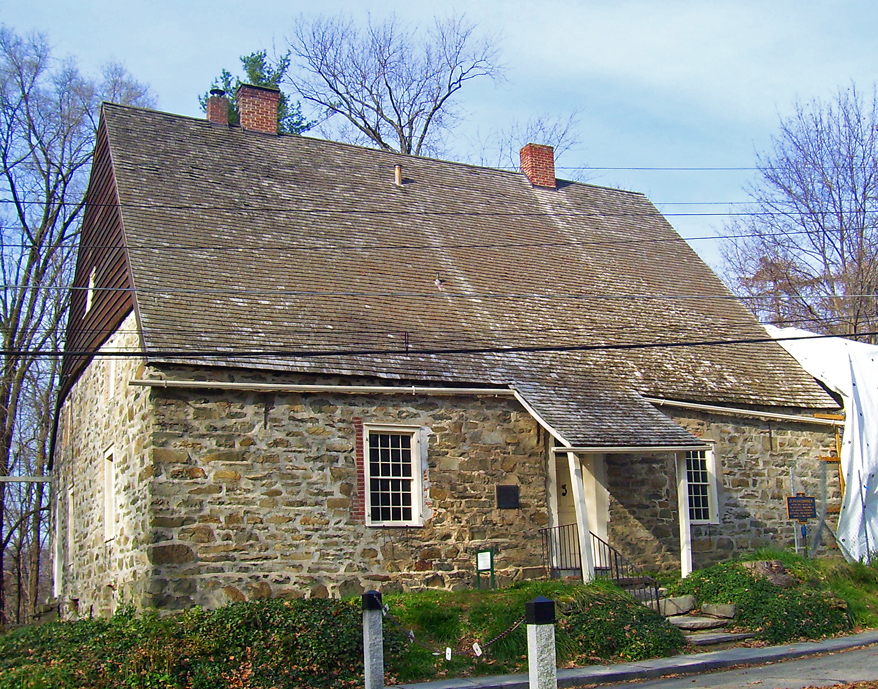
Jean Hasbrouck House an der Huguenot Street

Das Jean Hasbrouck House ist ein aus Stein gebautes ehemaliges Wohnhaus und heutiges Museum in New Paltz, New York. Es wurde am 24. Dezember 1967 zu einem National Historic Landmark erklärt und ist Mittelpunkt sowie Contributing Property des Huguenot Street Historic Districts, der über denselben Status verfügt.
Das Haus wurde 1721 von Jean Hasbroucks Sohn Jacob erbaut und beinhaltet vielleicht Elemente des Hauses, das Jean Hasbrouck an derselben Stelle erbaute. Es gilt als herausragendes Beispiel der niederländischen Architektur im Hudson Valley und ist gut erhalten.
Der Grundriss des Hauses ist um die zentrale Halle angeordnet; der Speicherraum unter dem Dach wurde ursprünglich als Dachstube genutzt. Das Haus verfügt auch über die pfostenlosen offenen Kamine, die sich in den hostirischen Häusern an der Huguenot Street finden. Die Nordmauer wurde 2006 grundlegend restauriert, wobei die Reproduktion eines Butzenfensters im holländischen Stil eingebaut wurde.
Das Haus erfüllte im 18. Jahrhundert zwei Zwecke: es diente als Wohnhaus für die Mitglieder der Familie und war ein Laden, in dem die Bewohner des kleinen Dorfes einkauften. Mehrere Sklaven, die Jean und Jacob Hasbrouck besaßen, lebten ebenfalls hier. Ihre Namen sind in Jeans Testament mit Gerritt, James und Molly benannt. Mehrere Generationen der Familienmitglieder der Familie Hasbrouck lebten in dem Haus, darunter Josiah Hasbrouck, der während der Amtszeiten von Thomas Jefferson und James Madison als Präsidenten Mitglied des Kongresses war und Locust Lawn Estate direkt außerhalb von New Paltz erbaute.
Das Haus wurde 1899 durch die Organisation gekauft, die heute als Huguenot Historical Society bekannt ist, um es als Museum zu nutzen. Seitdem ist es der Öffentlichkeit zugänglich. Führungen durch das Haus finden, wie in den sechs anderen Museen im Huguenot Street Historic District, zwischen Mai und Oktober statt.